# 광물 목록
다음은 광물 목록이다.

## ㄱ
- 각섬석
- 갈렴석
- 갈탄
- 감람석
- 강옥
- 경석고
- 경옥
- 고령석
- 공작석
- 규선석
- 규소
- 금
- 금록석
- 금홍석

## ㄴ
- 남극석
- 남동석
- 남정석
- 납
- 녹니석
- 녹렴석
- 녹섬석
- 녹옥수
- 녹주석
- 능망가니즈광
- 니켈

## ㄷ
- 다이아몬드
- 단백석

## ㄹ
- 래브라도라이트
- 레피돌라이트
- 로듐
- 루비
- 루테늄

## ㅁ
- 마그네사이트
- 마노
- 마하장가
- 망가나이트
- 모나자이트
- 모이사나이트
- 몬모릴로나이트
- 몽테레지
- 물 (고체)

## ㅂ
- 바나듐
- 발루치스탄
- 방연석
- 방해석
- 백금
- 백반 (화학)
- 백운모
- 백운암 (암석)
- 베니토아이트
- 벤토나이트
- 벽옥
- 보석
- 보크사이트
- 볼리비아
- 붕사
- 비소
- 비스무트
- 비취
- 빙정석
- 뷔스타이트

## ㅅ
- 사마스카이트
- 사문석
- 사방비코발트광
- 사장석
- 사파이어
- 삼산화 안티몬
- 석고
- 석류석
- 석면
- 석석
- 석영
- 섬아연석
- 세륨
- 셀레늄
- 소달라이트
- 수산화인회석
- 수은
- 슈바르츠발트
- 시멘타이트
- 십자석

## ㅇ
- 아라고나이트
- 안티모니
- 알라바스터
- 알레몬타이트
- 알루미늄
- 알만딘
- 알자스
- 암염
- 어안석
- 에메랄드
- 엘로아현
- 연옥 (광물)
- 엽장석
- 오스뮴
- 옥수
- 요소 (화학)
- 우라니나이트
- 운모
- 육방정계
- 육세나이트
- 은
- 이리듐
- 이장현
- 이코사헤드라이트
- 인광석
- 인듐
- 인회석
- 일장석

## ㅈ
- 자수정
- 자철석
- 장군석 (광물)
- 장석
- 지르콘
- 제올라이트
- 적철석
- 전기석
- 정장석
- 조장석
- 주석 (원소)
- 준장석
- 중정석
- 진사 (광물)

## ㅊ
- 천청석
- 첨정석
- 초석
- 침철석

## ㅋ
- 카넬리안
- 카드뮴
- 카마사이트
- 칼라마
- 칼륨 명반
- 코헤나이트
- 크로뮴

## ㅌ
- 타이타늄
- 타이타늄철석
- 탄자나이트
- 터키옥
- 텅스텐
- 텔루륨
- 투섬석
- 투휘석

## ㅍ
- 팔라듐
- 패터슨 (뉴저지주)
- 퍼세이익군
- 펄라이트 (흙)
- 페로브스카이트
- 페리도트
- 포스포필라이트
- 포창연
- 피츠버그

## ㅎ
- 해포석
- 혈석
- 형석
- 호마노
- 호박 (화석)
- 홍렴석
- 홍비니켈광
- 홍연석
- 홍주석
- 활석
- 황
- 황동석
- 황옥
- 황철석
- 회중석
- 후난성
- 휘석
- 휘안석
- 흑연
- 흑운모